# Инязор
Инязо́р (мокш. оцязор, эрз. каназор) — социальный титул, обозначающий в мордовских языках правителя.
Титул «каназор», вероятно, проник в мордовскую лексику не ранее первых контактов с тюрками или воспринят мордвой от волжских булгар. Им мордва, видимо, именовала главу Волжской Булгарии, а затем улусбека, стоявшего во главе улуса Мухша (Мохши), или великого хана Золотой Орды, казанских ханов.
Социальные титулы «инязор», «оцязор» отразили принципиально новый этап социально-экономического развития эрзян и мокшан — переход её от доклассового общества к классовому. Если каждое из первобытных мордовских племён возглавлял тюштя (мокш., эрз. тёкш — «верх, верхушка, макушка» и атя — «старик»), то в процессе консолидации в союз племён, а затем в мордовскую народность во главе её, как и всей этнической территории — Мордии западноевропейских источников, Мордовской земли русских источников, становится единовластитель инязор.
Первым инязором был один из племенных вождей, что нашло отражение в эпических песнях и сказаниях мордвы о Тюште-инязоре как держателе всей мордовской земли, страны Масторонь кирди. С присоединением мордовской земли к России инязорами мордва стала называть русских царей, императоров.

## Современность
После распада СССР в 1999 г. в среде эрзянских активистов возник титул «Инязор эрзянского народа» (эрз. Эрзянь раськень инязорось). Инязора эрзянского народа избирают члены «Атянь Эзем» (совета старейшин) тайным голосованием во время праздника Раськень Озкс. С 1999 г. шесть раз подряд инязором избирался Кшуманцянь Пиргуж. С 2019 г. должность инязора эрзян занимает Сыресь Боляень.